# Gynoplistia argyropleura
Gynoplistia argyropleura är en tvåvingeart som beskrevs av Alexander 1930. Gynoplistia argyropleura ingår i släktet Gynoplistia och familjen småharkrankar. Inga underarter finns listade i Catalogue of Life.